# Gai Memmi Règul
Gai Memmi Règul (en llatí Caius Memmius Regulus) va ser un magistrat romà del segle i. Era probablement fill de Publi Memmi Règul. Formava part de la gens Mèmmia, una gens romana d'origen plebeu.
Va ser nomenat cònsol l'any 63 juntament amb Vergini Ruf, segons diuen els Fasti i Tàcit.